# Казахская фольклористика
Казахская фольклористика — раздел фольклористики, исследующий устно-поэтические традиции казахского народа.
Сбор казахского фольклора впервые стал производиться в XVIII веке в рамках этнографических экспедиций Российской империи. Работу по сбору и публикации материала проводили видные русские этнографы: П. И. Рычков, П. С. Паллас, И. Г. Георги, И. Г. Андреев и др.
Как отдельное научное направление казахская фольклористика начала формироваться в конце XVIII — начале XIX века. В её становлении ключевую роль сыграли как казахские просветители (Ч. Валиханов, И. Алтынсарин, А. Кунанбаев, М.-С. Бабаджанов и др.), так и русские учёные (В. В. Радлов, Г. Н. Потанин, А. Е. Алекторов, В. В. Григорьев, А. В. Васильев, И. Н. Березин, Н. И. Ильминский, П. М. Мелиоранский. А. Н. Харузин и др.). Были выработаны оригинальные методики записи фольклорных образцов эпического, лирического и дидактического жанров. Благодаря проделанной работе удалось впервые опубликовать эпосы «Алпамыш» и «Кобланды-батыр», а также различные сказки, песни и другие фольклорные произведения. Ценными источниками считаются исследовательские труды, написанные М. Копеевым и А. Диваевым.
В 1920-е годы, после установления в Казахстане советской власти, инициаторами научных работ по сбору, публикации, исследованию и изданию образцов творчества, сборников и хрестоматий стали А. Байтурсынов, Х. Досмухамедов, М. Ауэзов, Н. Тюрякулов, И. Джансугуров, Б. Майлин, С. Сейфуллин. Байтурсынов («Литературоведение», 1926), Ауэзов («История литературы», 1927), Досмухамедов («История казахской литературы» (на русском языке), 1928) и Тюрякулов разработали несколько систем классификации казахской народной поэзии. В предвоенные и военные годы выходит в свет ряд изданий: «Казахские пословицы и поговорки» (1935), «Загадки» (1940), «Казахские сказки» (1939), «Героический эпос» (1939), «Айтыс» (1942), «Кобыланды-батыр» (1937) и т. д.
Ключевыми фигурами казахской фольклористики послевоенного периода стали С. Муканов, Б. Кенжебаев, Е. Исмаилов, М. Каратаев, М. Габдуллин, Б. Адамбаев, Г. Мусрепов и др. В 1950—1960-е годы были изданы научные издания образцов эпоса («Камбар-батыр», «Кыз-Жибек», «Алпамыш») и других жанров («200 казахских песен»), научно-популярные работы («Казахские пословицы и поговорки», 1950; «Песни о батырах», 1961—1964; «Казахские сказки», 1957—1964; «Айтыс», 1965—1966) и другие издания. В 1960-е годы выходит «Памятка собирателям фольклора», составленная Н. Смирновой и О. Нурмагамбетовой.
В более поздний период появляются новые исследования: «О казахском эпосе „Козы Корпеш“» (А. Коныратбаев), «Акыны» (Е. Исмаилов), «Устная литература казахского народа» (М. Габдуллин) и др. Казахским научно-исследовательским институтом литературы и искусства им. М. Ауэзова выпускаются коллективные сборники: «Казахская фольклористика» (1972), «Проблемы казахских исторических эпосов» (1973), «Типология казахского фольклора» (1981), «История казахской фольклористики» (1988), «Истина фольклора» (1990) и др.
В независимом Казахстане ведущими фольклористами стали Р. Бердибаев, О. Нурмагамбетова, С. Каскабасов, Е. Турсынов, А. Сейдимбеков, Ш. Ибраев, Б. Абилкасымов и др. После обретения независимости появилась возможность ознакомления с научными трудами и фольклором казахов, проживающих за рубежом. Институт литературы и искусства им. М. Ауэзова приступил к изданию 100-томного собрания казахского фольклора, а в 2005 году выпустил первый том «Казахский фольклор» 10-томной «Истории казахской литературы».